# Maureen Teefy
Maureen Teefy (Minneapolis, 28 ottobre 1953) è un'attrice statunitense, nota per il ruolo di Doris Finsecker nel musical di Alan Parker Saranno famosi.
Ha recitato inoltre in Grease 2 ed ha interpretato il ruolo di Lucy Lane, sorella minore della giornalista Lois Lane, nel film Supergirl.
Dal 1982 è sposata con il regista statunitense Alexander Cassini.